# Leandra acuminata
Leandra acuminata är en tvåhjärtbladig växtart som beskrevs av Célestin Alfred Cogniaux. Leandra acuminata ingår i släktet Leandra och familjen Melastomataceae. Inga underarter finns listade i Catalogue of Life.